# Canthon reichei
Canthon reichei är en skalbaggsart som beskrevs av Felsche 1910. Canthon reichei ingår i släktet Canthon och familjen bladhorningar. Inga underarter finns listade.